# Главан, Борис Григорьевич
Борис Григорьевич Главан (24 декабря 1920 года — 1943 год) — участник советской подпольной антифашистской комсомольской молодёжной организации «Молодая гвардия».

## Детство и юность
Родился в большом молдавском селе Цариград, в семье артиллериста Григория Амвросиевича Главан и Зинаиды Трофимовны Главан. Имел младшего брата Михаила. Борис окончил местную сельскую школу. Мечтал стать учителем, но семье Главан учёба в подобных заведениях была не по средствам и в сентябре 1932 года он поступил в бессарабское ремесленное училище в городе Сороки, а весной 1937 его окончил. После четвёртого курса училища работал в Бельцах в частных механических мастерских.
Осенью 1937 года Борис на отлично выдержал вступительные экзамены и был зачислен на первый курс высшего четырёхгодичного ремесленного училища в Бухаресте. В июне 1940 года Красная Армия вошла в Бессарабию, где впоследствии была установлена Советская власть, а её территория включена в состав СССР. Румынские войска в течение двух дней покинули Бессарабию. Борис Главан оставил учёбу в Бухаресте и осенью 1940 года перешёл на последний курс педагогического училища в Бельцах.

## Великая Отечественная война
С началом Великой Отечественной войны Борис Главан добровольно вступил в истребительный батальон, занимавшийся уничтожением диверсантов и парашютистов. В августе 1941 года Б. Г. Главан зачислен в ряды 296-й стрелковой дивизии в качестве переводчика с румынского языка при её штабе. В конце декабря 1941 произведён в старшие сержанты. Весной 1942 года Борис Главан стал комсомольцем. Летом 1942 года Главан, попав в окружение, сумел выбраться из него и в августе 1942 года добраться до уже оккупированного города Краснодон, в который переехала семья Бориса.

## В подполье
По рекомендации Анатолия Попова включён в состав подпольной антифашистской организации «Молодая гвардия». В качестве участника Молодой гвардии Борис Главан вместе с товарищами занимался печатью и распространением листовок, добывал вооружение, освобождал военнопленных, участвовал в диверсиях, в том числе, поджогах немецких административных зданий. Основной задачей молодогвардейцев была подготовка вооружённого восстания и уничтожение немецкого гарнизона Краснодона с целью присоединения к наступающей Красной Армии. Намерения Молодой гвардии были раскрыты[кем?] незадолго до начала планировавшегося восстания, её участники — арестованы.

## Гибель
Борис Главан был арестован 5 января 1943 года и после пыток был заживо брошен в шурф краснодонской шахты № 5.
Похоронен в городе Краснодоне, в братской могиле.
Посмертно награждён Орденом Отечественной войны I степени, медалью «Партизану Отечественной войны» I степени.

## Память

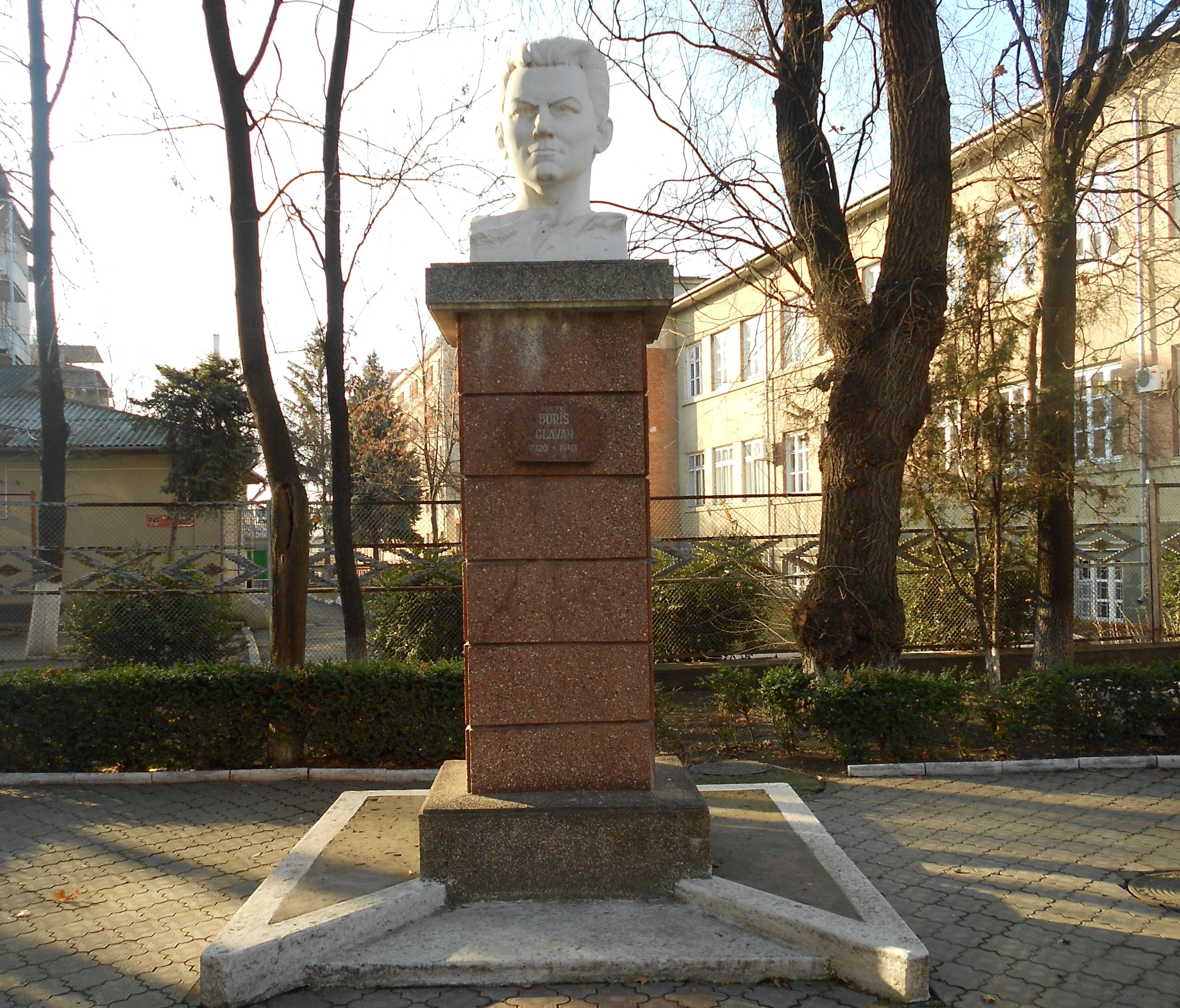
Бюст Бориса Главана у Бельцкого государственного университета

В память о Борисе Григорьевиче Главане названа улица в городе Бельцы. У Бельцкого государственного университета установлен бюст героя работы Лазаря Исааковича Дубиновского.
О жизни и подвиге Бориса Главана была опубликована книга «Слово о сыновьях», написанная его матерью Зинаидой Трофимовной.
В 1964 году в доме, в котором родился и жил герой, был открыт дом-музей. В 1980-е годы он был закрыт и приведён в запустение, многие экспонаты утрачены. Работа музея возобновлена в 2012 году. В настоящее время музей продолжает восстанавливаться. Также в родном селе Бориса Главана 24 декабря 1970 года был открыт памятник ему.
Некоторые объекты в течение определённого времени были названы в память о Б. Г. Главане:
- С 1945 по 1990 год родное село Бориса Главана — Цариград носило его имя[3];
- улица Елены Алистар в городе Кишинёве долгое время называлась улицей Бориса Главана[7];

С 1970 года в столице Молдавии Кишинёве был разбит парк имени Бориса Главана, который вместе с двумя другими парками города — парком Бурлаченко и территорией бывшего Рышкановского леса, после распада СССР образовали парк «Рышкань».